# Wahlenbergia
Genre
Wahlenbergia est un genre de plantes à fleurs de la famille des Campanulaceae regroupant entre 150 et 270 espèces poussant sur tous les continents en dehors de l'Amérique du Nord et essentiellement en Afrique et en Australasie.

## Principales espèces
Afrique
- Wahlenbergia androsacea (Afrique du Sud)
- Wahlenbergia capillacea (Afrique du Sud)
- Wahlenbergia lobelioides (Îles Canaries, Madère)
- Wahlenbergia perrieri (endémique à Madagascar)
- Wahlenbergia ramosissima (Afrique de l'ouest et centrale)
- Wahlenbergia rivularis (Afrique du Sud)
- Wahlenbergia undulata (Afrique du Sud)

Asie
- Wahlenbergia gracilis (aussi îles de l'ouest de l'océan Pacifique)
- Wahlenbergia hirsuta (Himalaya)
- Wahlenbergia marginata (Chine, Himalaya)
- Wahlenbergia peduncularis (Himalaya)

Australie
- Wahlenbergia ceracea
- Wahlenbergia communis
- Wahlenbergia consimilis
- Wahlenbergia gloriosa
- Wahlenbergia gracilis
- Wahlenbergia multicaulis
- Wahlenbergia saxicola
- Wahlenbergia stricta

Europe
- Wahlenbergia hederacea
- Wahlenbergia nutabunda

Nouvelle-Zélande
- Wahlenbergia albomarginata
- Wahlenbergia cartilaginea
- Wahlenbergia congesta
- Wahlenbergia matthewsii
- Wahlenbergia tuberosa

Amérique du Sud
- Wahlenbergia berteroi (Archipel Juan Fernández)
- Wahlenbergia fernandeziana (Archipel Juan Fernández)
- Wahlenbergia grahamiae (Archipel Juan Fernández)
- Wahlenbergia larraini (Archipel Juan Fernández)
- Wahlenbergia linarioides
- Wahlenbergia peruviana

Sainte Hélène
- Wahlenbergia angustifolia
- Wahlenbergia burchellii
- Wahlenbergia linifolia
- Wahlenbergia roxburghii

## Liste d'espèces
Selon NCBI (19 nov. 2010) :
- Wahlenbergia angustifolia
- Wahlenbergia berteroi
- Wahlenbergia capensis
- Wahlenbergia gloriosa
- Wahlenbergia hederacea
- Wahlenbergia linifolia
- Wahlenbergia lobelioides
- Wahlenbergia saxicola

Selon ITIS (30 avr. 2016) :
- Wahlenbergia gracilis (G. Forst.) A. DC.
- Wahlenbergia linarioides (Lam.) A. DC.
- Wahlenbergia marginata (Thunb.) A. DC.